# 釋常霖
葉青霖（英語：Alain Yip，1955年5月19日—），曾是香港專業攝影師，擅長拍攝人像，後於台灣果如法師座下出家，法號釋常霖。葉青霖早年曾替藝人拍攝寫真集，亦曾推出過錄影帶和光碟教授攝影技巧。後來因為接觸佛教而與佛結緣，在2010年正式出家。

## 生平
葉青霖是家中長子，總共有五兄弟姊妹，早年在香港島西營盤長大。他的其中一名胞弟為國際知名的電影美術指導葉錦添，父親是澳門葡京賭場的員工，母親早逝。葉青霖畢業於同區一所私立、已停辦的小學。他在校時的成績不好，而且有閱讀障礙。升讀金文泰中學之後曾在中二時留級一年，而在香港中學會考中，他取得八科中有四個E等、兩個D等、兩個C等的成績，但因為根本不想升讀中六，結果在1974年畢業於金文泰中學（是該校第49屆中五畢業生）後入讀香港理工學院設計系，並在1977年取得高級文憑。
他在1979年創辦現代經典影室，拍攝人像及時裝廣告。1986年則開始婚紗攝影業務，曾為藝人拍攝多本寫真集和推出葉青霖寫真實錄錄影帶（1990年）與葉青霖數碼寫真劇場DVD（2013年）。葉青霖於1986年發起成立香港專業攝影師公會（1987年初才完成註冊手續），現為創會及榮譽會員。同年娶香港演員廖安麗為妻。二人的長女葉懿德和次女葉懿恩分別於1989年以及1990年出生。他之後在1992年舉家移民澳洲至1999年回流香港。葉青霖曾於2005年和2006年為TVB拍攝旅遊攝影節目《江山如畫》，到中國張家界、武夷山、雁蕩山、肇慶等地教授風景及人像攝影技巧。此外，他曾於2003年SARS事件之後，在香港義務工作發展局成立一支攝影義工隊。
葉青霖在1990年至2008年加入聖約翰救傷隊，並於1997年獲港督頒授聖約翰五級勳銜。

## 出家經過
葉青霖於1994年父親去世後接觸佛教，1997年曾於澳洲佛光山南天寺短期出家。
2008年5月19日，他決定放下一切名利，2009年前往台灣準備出家，並出售與妻子廖安麗合資的婚紗攝影公司。
2010年5月16日為佛誕，葉青霖在台北中和區玉佛寺（現已拆卸）剃度出家，與妻子及家人舉行「辭親」儀式，現時駐錫於祖師禪林。

## 著作

### 出家之前
- 1989年：《上海感覺》
- 1992年：《葉青霖真實例》
- 1993年：《陳雅倫寫真集》
- 1996年：《佛門的一天》
- 1999年：《心塵泊岸》
- 2001年：《色相 李珊珊攝影集》
- 2007年：《把握當下 ‧ 葉青霖三十年》

### 出家之後
| 年份   | 作品                                                               | 備註                   |
| 2011年 | 《在印度，遇見佛陀 （页面存档备份，存于）》                        |                        |
| 2012年 | 《常降甘霖》                                                       |                        |
| 2014年 | 《攝影禪作品集2014》                                               | （页面存档备份，存于） |
| 2015年 | 《常降甘霖2》                                                      |                        |
| 2015年 | 《每張照片都是一個幻象 - 從葉青霖到釋常霖 （页面存档备份，存于）》 |                        |
| 2015年 | 《攝影禪作品集2015》                                               |                        |
| 2015年 | 《身心兩相安》                                                     | （页面存档备份，存于） |
| 2016年 | 《無上寺攝影集》                                                   |                        |
| 2016年 | 《攝影 ‧ 家》                                                      | （页面存档备份，存于） |
| 2016年 | 《成住壞空》                                                       |                        |
| 2017年 | 《生死兩相安第三冊》                                               | （页面存档备份，存于） |
| 2018年 | 《菩提樹下的野孩子》                                               | （页面存档备份，存于） |
| 2018年 | 《菩薩一日禪》                                                     |                        |
| 2018年 | 《停一停 心呼吸 （页面存档备份，存于）》                           |                        |
| 2019年 | 《菩提樹下的羅密歐與茱麗葉 （页面存档备份，存于）》                |                        |
| 2019年 | 《菩薩行 （页面存档备份，存于）》                                  |                        |
| 2021年 | 《佛門輕叩 （页面存档备份，存于）》                                |                        |
| 2021年 | 《「紡」如人生 - 不完美的美 （页面存档备份，存于）》               |                        |
| 2021年 | 《停一停 心呼吸 2》                                                |                        |
| 2022年 | 《心在．自在》                                                     |                        |

## 藝術展覽
| 年份   | 名稱                              | 性質 | 舉辦地點                            | 備註                   |
| 2012年 | 《你眼望我眼》                    | 聯展 | 香港藝術中心                        |                        |
| 2014年 | 《攝影禪》                        | 個展 | 饒宗頤文化館                        |                        |
| 2014年 | 《攝影禪》                        | 個展 | 澳門菩提社會服務大樓、澳門鏡湖醫院  |                        |
| 2015年 | 《攝影禪》                        | 個展 | 饒宗頤文化館                        |                        |
| 2015年 | 《攝影禪》                        | 個展 | 澳門萬豪軒藝廊                      |                        |
| 2016年 | 《從葉青霖到釋常霖》              | 個展 | 香港會議及展覽中心                  | 香港影像及攝影器材博覽 |
| 2016年 | 《千戶1000 families》             | 聯展 | 鰂魚涌 ArtisTree                    | 香港國際攝影節         |
| 2016年 | 《攝影禪》                        | 個展 | 香港中文大學圖書館與邵逸夫堂        |                        |
| 2016年 | 《成住壞空》                      | 個展 | 香港慈山寺                          |                        |
| 2017年 | 《好香港 好香港》                 | 聯展 | 香港大會堂                          |                        |
| 2017年 | 《墨照-筆墨光影展》               | 聯展 | 鰂魚涌 Space 27                     |                        |
| 2018年 | 《友緣50金禧慈善展》              | 聯展 | 灣仔洛克中心 Artland Gallery        | 金文泰中學校友會       |
| 2019年 | 《合．陶 - 當代陶瓷藝術展》       | 聯展 | 沙田香港文化博物館                  |                        |
| 2019年 | 《菩薩行巡迴攝影展覽》            | 個展 | 中環國際金融中心 / 將軍澳新都城中心 |                        |
| 2019年 | 《開心放暑假慈善攝影展》          | 聯展 | 尖沙咀文化中心                      | 心晴影薈               |
| 2019年 | 《魚情未了》                      | 聯展 | 石硤尾賽馬會創意藝術中心            |                        |
| 2020年 | 《滑板藝術展覽》                  | 聯展 | 蘇富比藝術空間                      | 東華三院150周年展覽    |
| 2020年 | 《流動畫廊·心靈驛站》             | 聯展 | 香港大會堂                          |                        |
| 2021年 | 《「紡」如人生 - 常霖法師禪藝展》 | 個展 | 南豐紗廠                            | 陳廷驊基金會           |
| 2021年 | 《愛 ‧ 改變生命慈善畫展》         | 聯展 | 富豪香港酒店                        | 智行基金會             |
| 2022年 | 《心在自在 - 常霖法師禪藝體驗》   | 個展 | 嘉道理農場暨植物園                  |                        |

## 外部連結
- 釋常霖的Facebook專頁
- 北投祖師禪林 （页面存档备份，存于）
- 葉青霖及香港專業攝影師公會資料 （页面存档备份，存于）
- 網上對談節目「常霖有請」（页面存档备份，存于）